# Ht-//Dig
ht://dig est un moteur libre d'indexation et de recherche de contenus Web. Il a été créé par Andrew Scherpbier alors qu'il était employé à l'Université d'État de San Diego,.
Initialement sous licence GPL, le logiciel change pour la licence LGPL en 2002. Il fonctionne sous Windows et Linux, en ligne de commande et par interface Perl ou PHP.
La dernière version, Dig 3.2.0b6, est publiée le 16 juin 2004, après quoi le développement est abandonné.
En 2017, un fork a lieu et le développement reprend sous le nom de hl://Dig.